# Portugal Cove-St. Philip's Minor Soccer Association
De Portugal Cove-St. Philip's Minor Soccer Association (afgekort PCSPMSA) is een voetbalclub en tevens lokale voetbalbond uit de Canadese provincie Newfoundland en Labrador. De vereniging is gevestigd in de Newfoundlandse gemeente Portugal Cove-St. Philip's en houdt zich voornamelijk bezig met jeugdvoetbal, al hebben ze ook een mannenelftal.
De vereniging is aangesloten bij de voetbalbond van Newfoundland en Labrador en heeft groen en wit als clubkleuren. Hun teams staan bij wedstrijden ook wel bekend als de PCSP Spurrs.

## Ploegen en organisatie
De PCSP Minor Soccer Association biedt jeugdvoetbal aan, gaande van peuters tot jongvolwassenen. Hun jeugdelftallen komen uit in de Newfoundland and Labrador Premier (Youth) League en in de Metro League, twee verschillende jeugdcompetities. Ook worden er voor kinderen en jongeren iedere zomer voetbalkampen georganiseerd, evenals indooractiviteiten in de herfst en winter.
De PCSP Spurrs hebben ook een mannenelftal dat tot en met 2024 uitkwam in de 1e afdeling van de St. John's Intermediate League, de amateurcompetitie van de metropoolregio St. John's. Ze bereikten in 2024 de kwartfinale van de eerste editie van de Newfoundland and Labrador Cup. Sinds het seizoen 2025 neemt het elftal voor het eerst in de clubgeschiedenis deel aan de Challenge Cup, de belangrijkste mannenvoetbalcompetitie in de provincie.

## Terreinen
De PCSPMSA gebruikt de terreinen aan de Rainbow Gully-site nabij Hogan's Pond voor trainingen en wedstrijden. Deze maken deel uit van een grotere sportsite in eigendom van het gemeentebestuur van Portugal Cove-St. Philip's. Af en toe wordt er ook gebruikgemaakt van de Techniplex-site of het King George V Park (beiden in buurstad St. John's).